# Nototriton major
Nototriton major är en groddjursart som beskrevs av Good och David Burton Wake 1993. Nototriton major ingår i släktet Nototriton och familjen lunglösa salamandrar. IUCN kategoriserar arten globalt som akut hotad. Inga underarter finns listade i Catalogue of Life.